# Roald Amundsen (calciatore)
Roald Amundsen (Mjøndalen, 18 settembre 1913 – Hokksund, 29 marzo 1985) è stato un calciatore norvegese, di ruolo difensore.

## Carriera

### Club
Amundsen vestì la maglia del Mjøndalen.

### Nazionale
Non giocò alcun match in Nazionale, ma fu convocato per il campionato del mondo 1938.